# Omni Providence Hotel
El Omni Providence Hotel (anteriormente The Westin Providence) es un rascacielos neotradicionalista en el Downtown de la ciudad de Providence, la capital del estado de Rhode Island (Estados Unidos). Con 100 m de altura, se convirtió en el cuarto edificio más alto de la ciudad y el estado el 15 de febrero de 2007, cuando The Residences at the Westin, un poco más alto, alcanzó su punto máximo. Tiene fachadas de ladrillo y un techo inclinado.
Con la finalización de la torre Residences, que agregó 200 habitaciones, el Omni Providence ahora cuenta con 564 habitaciones y sigue siendo el hotel más alto y más grande de Providence, después de haber usurpado el título del Providence Biltmore de 1922.
William McKenzie Woodward, un historiador de arquitectura local y miembro del personal de la Comisión de Herencia y Preservación Histórica de Rhode Island no cree que su estilo sea arquitectónicamente innovador, y lo llama "otra adición insulsa a la creciente colección reciente de edificios de la ciudad aparentemente diseñados para no ofender." 

## Historia
The Westin Providence, como se conocía entonces, se completó con 364 camas en diciembre de 1994 como parte de un proyecto de construcción más grande que incluía el Centro de Convenciones de Rhode Island y dos estacionamientos.  El hotel celebró su primera gala en enero de 1995. 
El hotel se vendió a Omni Hotels & Resorts en octubre de 2012 y se convirtió en Omni Providence Hotel el 15 de enero de 2013.
El hotel está conectado por el Providence Skybridge, construido por el arquitecto Friedrich St. Florian en 2000, con el centro comercial Providence Place.

### Pandemia de COVID-19
La pandemia de COVID-19 obligó al Omni a cerrar al público en marzo de 2020. El hotel encontró cierto alivio financiero en enero de 2021 cuando la cercana Universidad de Brown arrendó 240 habitaciones para proporcionar alojamiento socialmente distanciado para sus estudiantes, incluido el servicio de lavandería semanal y un sitio de prueba de COVID en el tercer piso.